# アレンジメント/愛の旋律
『アレンジメント/愛の旋律』（The Arrangement）は1969年のアメリカ合衆国の映画。
エリア・カザンが自ら書いた同名小説を自身で監督、映画化したもの。
出演はカーク・ダグラスなど。テクニカラー、パナビジョン作品。

## キャスト
※括弧内は日本語吹替（初回放送1976年2月1日『日曜洋画劇場』21:00-22:54）
- エディ：カーク・ダグラス（宮部昭夫）
- グエン：フェイ・ダナウェイ（平井道子）
- フローレンス：デボラ・カー（水城蘭子）
- サム：リチャード・ブーン（金井大）
- アーサー：ヒューム・クローニン
- レイブマン：ハロルド・グールド
- グロリア：キャロル・ロッセン
- チャールズ：ジョン・ランドルフ・ジョーンズ
- エレン・アンダーソン：ダイアン・ハル
- フィネガン：チャールズ・ドレイク
- チェット・コリアー：バリー・サリヴァン[3]

## スタッフ
- 監督：エリア・カザン
- 脚本：エリア・カザン
- 原作：エリア・カザン
- 製作：エリア・カザン
- 撮影：ロバート・サーティース
- プロダクション・デザイン：ジーン・キャラハン
- 美術：マルコム・C・バート
- 音楽：デビッド・アムラム
- 編集：ステファン・アーンステン